# Aguas Verdes
Aguas Verdes is een plaats in het Argentijnse bestuurlijke gebied Partido de la Costa in de provincie Buenos Aires. De plaats telt 459 inwoners.